# MC Kresha
Крешник Фазлију (алб. Kreshnik Fazliu; Титова Митровица, 5. септембар, 1984), познат као MC Kresha, албански је репер и текстописац са Косова и Метохије.

## Биографија
Рођен је 5. септембра 1984. године у Титовој Митровици. У јулу 2018. наступио је на фестивалу Sunny Hill Festival. У августу 2019. поново је наступио на фестивалу. У јануару 2022. објавио је четврти заједнички албум Muzikë e Alltisë. Песме на албуму које су оствариле успех су „Hotel Mahalla”, „Paret Lejla”, „Rammstein” и „Stuhi mbi oqean” са албанском певачицом Елваном Ђата.

## Дискографија

### Албуми

#### Студијски албуми
|                                                                                        | - Датум објављивања: 1. јун 2010. - Дискографска кућа: , - Формат: дигитално преузимање, стриминг       | —  |
|                                                                                        | - Датум објављивања: 4. септембар 2012. - Дискографска кућа: , - Формат: дигитално преузимање, стриминг | —  |
|                                                                                        | - Датум објављивања: 9. мај 2014. - Дискографска кућа: , - Формат: дигитално преузимање, стриминг       | 46 |
| „—” означава албум који није доспели на топ-листе или није објављен на тој територији. | |    |

#### Заједнички албуми
| ( и )                                                                                  | - Датум објављивања: 27. октобар 2011. - Дискографска кућа: - Формат: дигитално преузимање, стриминг   | —  |
| ( и )                                                                                  | - Датум објављивања: 10. јун 2016. - Дискографска кућа: - Формат: дигитално преузимање, стриминг       | 4  |
| (, )                                                                                   | - Датум објављивања: 17. фебруар 2019. - Дискографска кућа: , - Формат: дигитално преузимање, стриминг | —  |
| ( и )                                                                                  | - Датум објављивања: 12. јануар 2022. - Дискографска кућа: , - Формат: дигитално преузимање, стриминг  | 35 |
| „—” означава албум који није доспели на топ-листе или није објављен на тој територији. | |    |